# Asthenes wyatti (grupo sclateri)
El canastero de la Puna (Asthenes wyatti grupo sclateri), también denominado espartillero serrano o canastero manchado serrano (en Argentina), es un grupo de  subespecies de aves paseriforme de la familia Furnariidae pertenecientes al numeroso género Asthenes. La taxonomía de este grupo de subespecies es controvertida, con algunos autores considerándola como siendo una especie plena, y otros un grupo de subespecies de Asthenes wyatti. Es nativa de regiones andinas del centro oeste de América del Sur.

## Distribución y hábitat

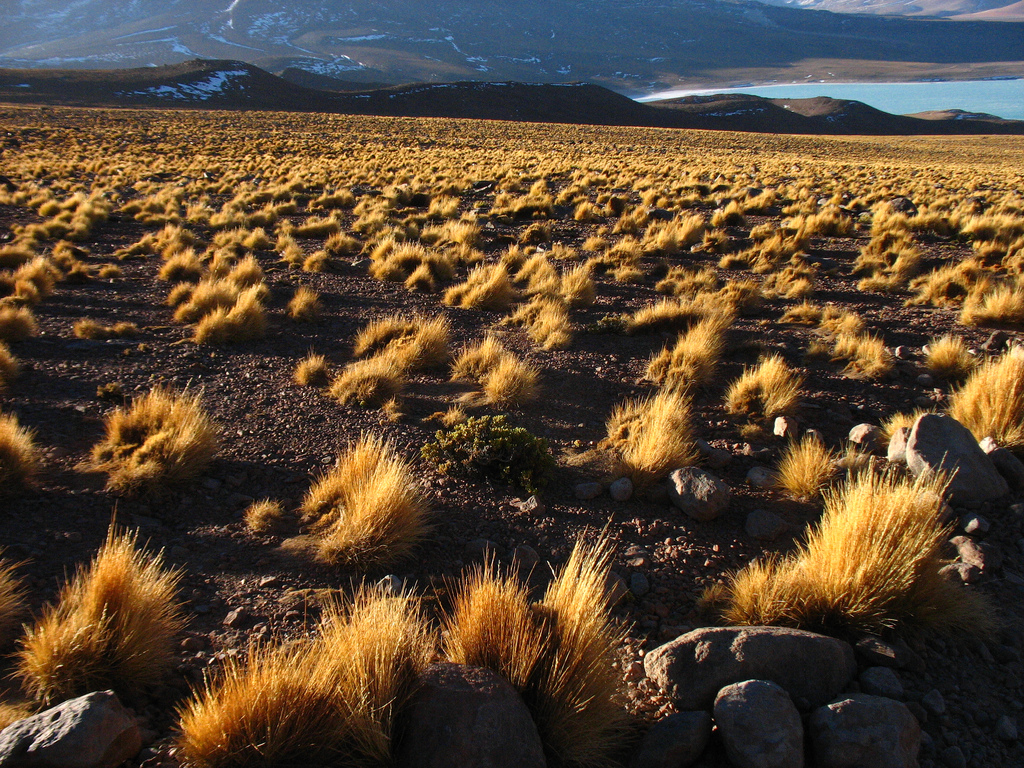
Pajonales de altitud en Potosí, Bolivia, ejemplo de hábitat de la especie.

Se distribuye a lo largo de los Andes y adyacencias, desde el extremo sureste de Perú, por el oeste de Bolivia, hasta el noroeste y centro oeste de Argentina.
Este grupo de  subespecies es considerada poco común y local en sus hábitats naturales: los pastizales de la Puna, pajonales con matorrales y formaciones rocosas dispersas, y los bordes de arbustales de Polylepis, entre los 1800 y 4000 m de altitud.

## Sistemática

### Descripción original

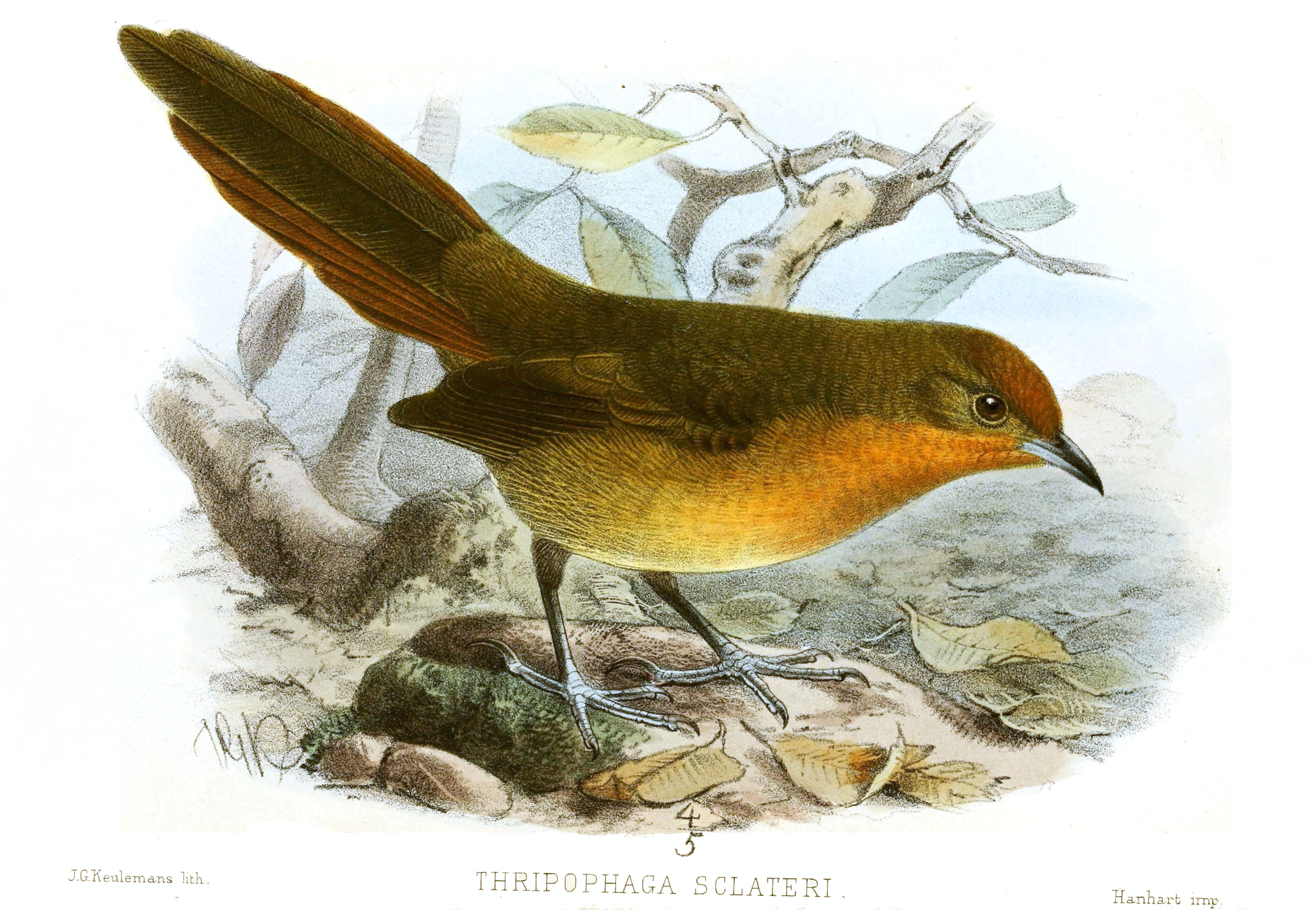
Thripophaga sclateri = Asthenes sclateri, ilustración de Keulemans, para The Ibis, 1883.

La subespecie A. wyatti sclateri fue descrita por primera vez por el ornitólogo alemán Jean Cabanis en 1878 bajo el nombre científico Synallaxis sclateri; la localidad tipo es: «Sierras de Córdoba, Argentina».

### Etimología
El nombre genérico femenino «Asthenes» deriva del término griego «ασθενης asthenēs» que significa ‘insignificante’; y el nombre de la especie «sclateri», conmemora al zoólogo británico Philip Lutley Sclater (1829–1913).

### Taxonomía
La clasificaciones Aves del Mundo (HBW), Birdlife International (BLI), y más recientemente el Congreso Ornitológico Internacional (IOC), y Clements checkist/eBird consideran al presente grupo de cinco subespecies, como siendo conespecífica con Asthenes wyatti debido a que las diferencias morfológicas y vocales son muy ligeras, y a la ocurrencia de intergradación en la región del lago Titicaca.

### Subespecies
El grupo se conforma de las cinco subespecies, con su correspondiente distribución geográfica:
- Asthenes wyatti punensis (Berlepsch & Stolzmann, 1901) – cuenca del lago Titicaca en el extremo sur de Perú (sur de Puno) y oeste de Bolivia (La Paz).
- Asthenes wyatti cuchacanchae (Chapman, 1921) – Andes del centro de Bolivia (Cochabamba, Potosí, también registros visuales en Chuquisaca y Tarija) y noroeste de Argentina (Salta).
- Asthenes wyatti lilloi (Oustalet, 1904) – Andes del noroeste de Argentina (Catamarca, Tucumán, La Rioja).
- Asthenes wyatti sclateri (Cabanis, 1878) – centro norte de Argentina (Sierras de Córdoba y montañas adyacentes en la región).
- Asthenes wyatti brunnescens Nores & Yzurieta, 1983 – centro de Argentina (Sierra de San Luis).